# Bunny Bricks
Bunny Bricks  est un jeu de type casse-briques développé et édité par Silmarils pour PC, Amiga, Atari ST, Amstrad CPC.

## Synopsis
La petite copine de Bunny, un lapin joueur de baseball, a été enlevée par un singe. Bunny va alors devoir passer 30 niveaux pour la récupérer.

## Système de jeu
Le joueur doit, comme dans un casse-briques classique, détruire toutes les briques en face de lui pour accéder au prochain niveau. Pour renvoyer la balle, le lapin doit la frapper à l'aide d'une batte de baseball tout en évitant les projectiles envoyés par ses adversaires.